# The Night That Changed America: A Grammy Salute to The Beatles
The Night That Changed America: A Grammy Salute to The Beatles war ein TV-Tribute-Konzert für die Band The Beatles. Es wurde am 9. Februar 2014 live von CBS ausgestrahlt. Die Übertragung wurde am 12. Februar 2014 wiederholt.
Das Konzert wurde präsentiert von der Recording Academy, AEG Ehrlich Ventures und dem CBS-Fernseh-Netzwerk. Es erinnerte an die Geschichte der Beatles und war dem 50. Jubiläum des ersten Auftritts der Beatles in der Ed Sullivan Show gewidmet.

## Beschreibung
Das Konzertprogramm, von der Recording Academy, AEG Ehrlich Ventures und CBS präsentiert, bildete einen Rückblick auf die Geschichte der Fab Four und ihren ersten Auftritt in der US-amerikanischen Fernsehshow The Ed Sullivan Show.
Die Ausstrahlung am 9. Februar 2014 zeigte die Aufnahme der Veranstaltung vom 27. Januar 2014 in der West Hall des Los Angeles Convention Centers. Die Aufnahme fand einen Tag nach der Verleihung der 56. Grammy Awards statt.
Paul McCartney und Ringo Starr, die beiden überlebenden Mitglieder der Band traten zusammen auf.
Videoclips der Beatles in der The Ed Sullivan Show waren ebenso in das Programm eingebunden wie Interview-Passagen von Paul und Ringo mit David Letterman im Studio 50 des Ed Sullivan Theaters in New York.

### Auftritte
- Maroon 5 – All My Loving und Ticket to Ride
- Stevie Wonder – We Can Work It Out
- Jeff Lynne, Joe Walsh und Dhani Harrison – Something
- Ed Sheeran – In My Life
- John Mayer und Keith Urban – Don’t Let Me Down
- Katy Perry – Yesterday
- Imagine Dragons – Revolution
- Dave Grohl und Jeff Lynne – Hey Bulldog
- Eurythmics – The Fool on the Hill
- John Legend und Alicia Keys – Let It Be
- Brad Paisley, Pharrell Williams und Cirque du Soleil-Artisten – Here Comes the Sun
- Gary Clark Jr., Dave Grohl und Joe Walsh – While My Guitar Gently Weeps
- Ringo Starr – Matchbox, Boys, Yellow Submarine
- Paul McCartney – Magical Mystery Tour, Birthday, Get Back, I Saw Her Standing There, Sgt. Pepper's Lonely Hearts Club Band
- Paul McCartney und Ringo Starr – With a Little Help from My Friends, Hey Jude

Magical Mystery Tour wurde von Paul McCartney gespielt, aber nicht ausgestrahlt.

### House Band
- Don Was – Bass, Dirigent
- Steve Lukather – Gitarren
- Peter Frampton – Gitarren
- Rami Jaffe – Orgel
- Greg Phillinganes – Keyboards
- Chris Caswell – Keyboards
- Kenny Aronoff – Drums
- Lenny Castro – Percussion

### Presenter (nach Abfolge des Auftritts)
- LL Cool J
- Johnny Depp
- Eric Idle
- Kate Beckinsale
- Anna Kendrick
- Jeff Bridges
- Sean Penn

### Andere Anwesende (in alphabetischer Reihenfolge)
- Barbara Bach (Ehefrau von Ringo Starr)
- Tom Hanks und Ehefrau Rita Wilson
- Olivia Harrison (Witwe George Harrisons)
- Sean Lennon (Sohn von Yoko Ono und John Lennon)
- Yoko Ono (Witwe John Lennons)
- Behati Prinsloo (südafrikanisches Model)
- Nancy Shevell (Ehefrau Paul McCartneys)
- Len Wiseman